# Fedra (Sêneca)

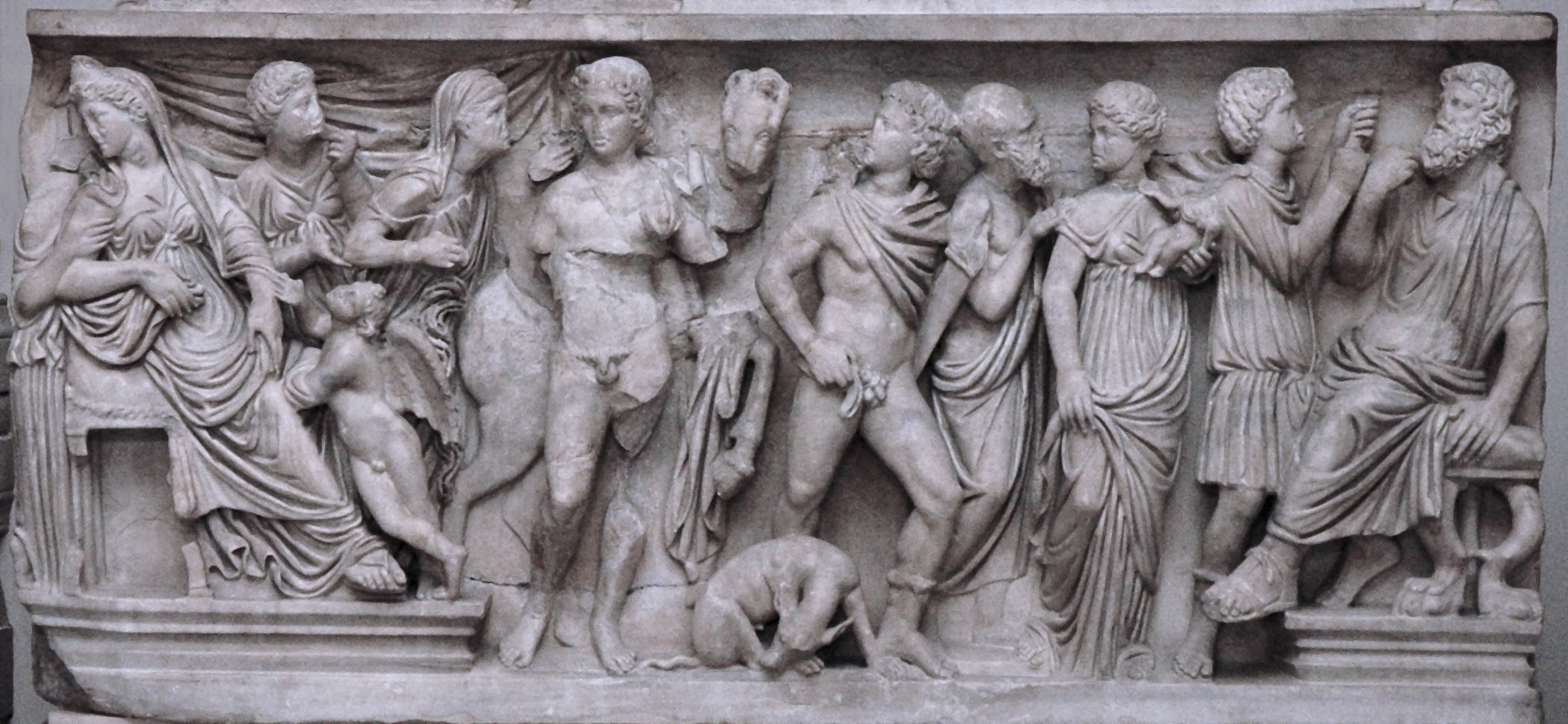
Hippolytus Phaedra Louvre Ma 2294

Fedra (Phaedra) é uma tragédia do filósofo e tragediógrafo romano estoico Lúcio Aneu Sêneca escrita durante o Império Romano por volta de 54 D.C., baseada principalmente na tragédia Hipólito, de Eurípides, que conta a história da esposa de Teseu e seu ato de luxúria com o enteado Hipólito.

## Traduções e estudos em língua portuguesa
Há uma tradução feita por Daniel Peluci Carrara e Fernanda Messeder Moura e publicada em 2007.